# Polana Biała Woda

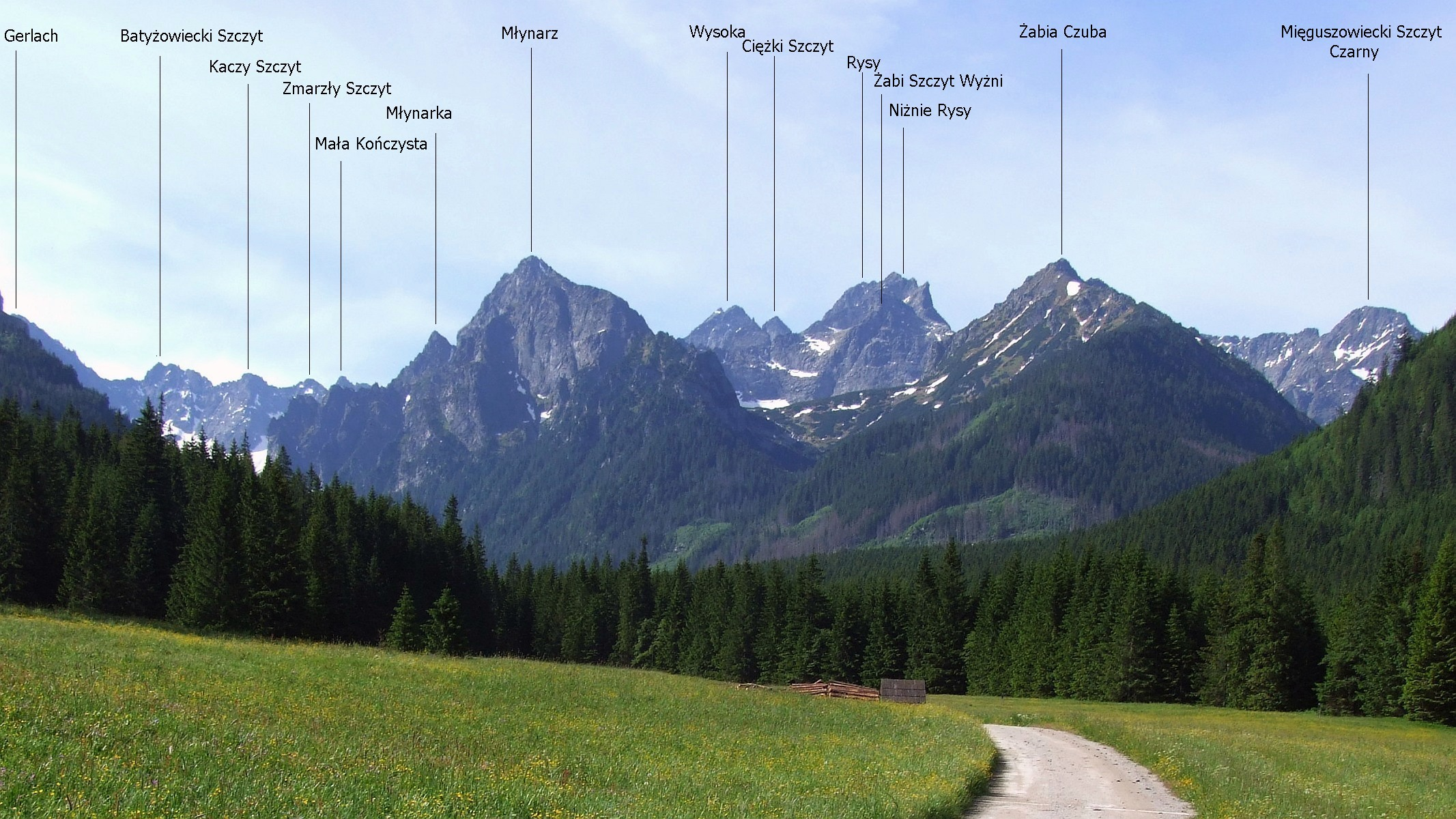
Widok z Polany Biała Woda

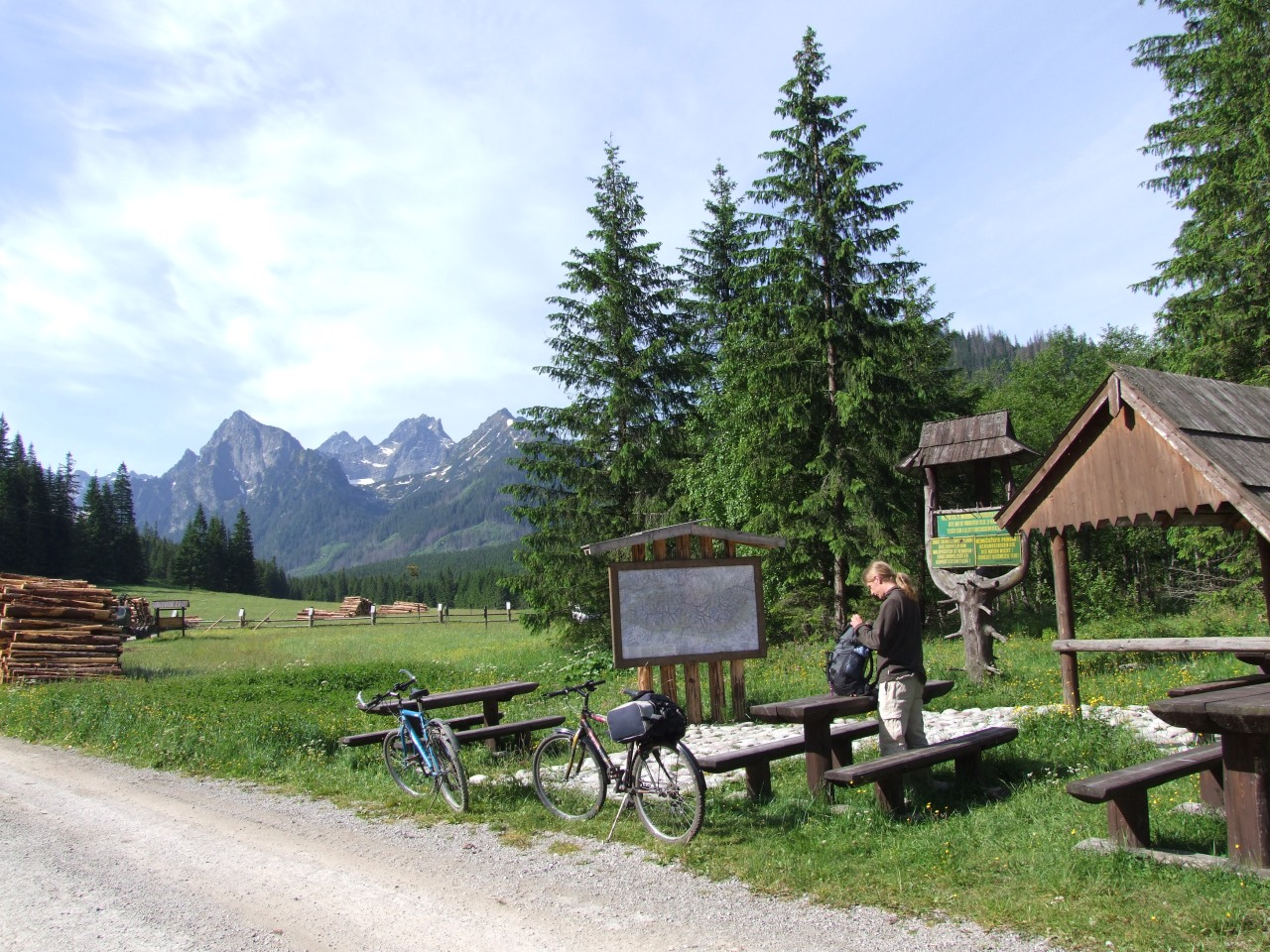
Polana Biała Woda

Polana Biała Woda (słow. Bielovodská poľana, węg. Bialka-rét, niem. Bialkawiese,) – polana w słowackiej części Doliny Białki w Tatrach Wysokich. Znajduje się w odległości 3 km od Łysej Polany i jest to pierwsza polana, jaką napotykają turyści idący Doliną Białki w górę. Położona jest na wysokości 1005–1150 m, na zbudowanym z miękkich margli albu dużym i płaskim rozszerzeniu dna Białki, u podnóży Golicy i Zadniej Kopy.
Polana ma około 800 m długości i jest jedną z największych tatrzańskich polan. Dawniej polana wypasana była przez polskich górali z Jurgowa, Rzepisk i Czarnej Góry. Wówczas znajdowały się na niej liczne szałasy. W 1879 r. cała dolina została wykupiona dla celów myśliwskich przez księcia Christiana Hohenlohego, który zniósł na niej pasterstwo i w 1900 r. wybudował domek dla leśników.
Obecnie na polanie znajduje się leśniczówka (Horareň Biela voda), a przy niej obudowane źródełko dobrej wody z tekstem wiersza Chotárne studničky słowackiego poety Milana Rúfusa. Przez środek polany prowadzi dobra droga, często składowane jest przy niej drzewo. Dla turystów znajdują się tu wiata i ławki. Widok z polany należy do jednego z bardziej atrakcyjnych, obejmuje grań Tatr Wysokich od Gerlacha po Dolinę Roztoki. Na pierwszym planie na środku góruje potężny masyw Młynarza i Żabiej Czuby, a pomiędzy nimi wysoko zawieszona Dolina Żabich Stawów Białczańskich. Dawniej polana była często odwiedzana, głównie przez polskich turystów. Wspomina o niej np. Stanisław Witkiewicz, który w 1888 r. odpoczywał tutaj „na miękkim posłaniu z traw”.
Ze względu na zły stan techniczny leśniczówka na polanie jest zastępowana nowym budynkiem, usytuowanym nieco dalej od lasu. Budowę obiektu rozpoczęto w lecie 2012 roku. Przy leśniczówce odgałęzia się nieznakowana ścieżka na Goły Brzeżek. Za 200-metrowej szerokości pasem lasu znajduje się polana Koniarka, którą w literaturze opisywano jako górną część Polany Białej Wody. Jest to jednak odrębna polana.

## Szlaki turystyczne
– pieszy niebieski szlak z  Łysej Polany przez Dolinę Białki i Białej Wody na Rohatkę. Czas przejścia do polany Biała Woda: 40 min, ↓ 40 min
 – rowerowy szlak z Łysej Polany doliną Białki do polany Biała Woda. Dalej tylko pieszo.